# Kadın
Kadın (osmanskoturško قادین, latinizirano: kadin, slovensko ženska) je bil proti koncu 16. stoletja naslov, ki se je podelil ženi sultana Osmanskega cesarstva.  Proti koncu 17. stoletja je postal uradni naslov in ostal v rabi do 20. stoletja. 

## Rangi in nazivi
Sultani so običajno imeli istočasno štiri kadine. Če je katera od njih umrla, se ločila ali se umaknila v Staro palačo, jih je v življenju lahko imel tudi več. Kadine so bile razvrščene v šriti razrede: baş kadın (najvišja ali prva žena), ikinci kadın (druga žena), üçüncü kadın (tretja žena), dördüncü kadın (četrta žena) in tako naprej po vrstnem redu njihovega dviga na ta položaj.
Kadıne so običajno imele dodatne naslove, na primer devletlü ('slavna', 'visočanstvo'), ismetlü ('krepostna'), saadetlü ('poštena', 'krepostna'), inayetlü ('milostljiva'), in kadınefendi ('milostljkiva gospa') hazretleri ('visočanstvo').

## Status in napredovanje
Kadıne so se izbirale med gediklijami.  Imele so svoja stanovanja znotraj harema ali včasih kioske. V 19. stoletju so imele v drugem nadstropju palače dve sobi. Ena je gledala na Bosporsko ožino in je služila kot salon, druga pa je gledala na vrtove palače in je služila kot spalnica. Imele so svoje osebne služabnike. Vsaka kadın je imela svoj 'nočni vrstni red' (nöbet gecesi). Včasih je bila povabljena na večerjo s sultanom. Ko se je to zgodilo v zgodnjih letih Osmanske dinastije, je sedela za ločeno mizo. Sultani so jo prihajali obiskovat, če je bila bolna ali če je imela otroke.
Kadınam ni bilo dovoljeno sprejemanje zunanjih obiskovalcev ali zapuščati palače, razen ko so spremljale sultana do njegovega drugega prebivališča. Ko so zapustile palačo Topkapı, je bilo poskrbljeno, da jih niso videli. Palačo so zapustile pred sončnim vzhodom v pokritih kočijah z zavesami. V skladu s protokolom je bila oblikovana dolga vrsta cesarskih kočij. V Yalı Köşküju, dvorcu na obali Bosporja pod palačo Topkapı, so se vkrcali na ladjo, kjer so sedele v ograjenih prostorih. Celoten konvoj so skrbno varovale druge ladje. Kadınam je bilo dovoljeno, da so se pridružile petkovim procesijam, če so želele.
Vsaka kadın je prejela od države dodatek, odvisen od njenega položaja. V 18. stoletju je prva žena dobila deset mošenj piastrov ali 5000 kuruşov, medtem ko so druge dobile dodatek glede na njihov položaj. V 19. stoletju je prva žena dobila 20.000 kuruşev. Za kadıne je veljal enak zakon o dedovanju kot za druge ženske v haremu, vendar so bile običajno pokopane na častnih mestih.
Če je umrla valide sultan, je oblast nad haremom prešla na najvišjo kadın. Na ta položaj jo je dosmrtno imenoval sultan.
Po smrti kadın so vse kadın, uvrščene pod njo, napredovala za eno mesto navzgor. Ikbale, ki so bile uvrščene pod kadıne, so lahko prevzele položaj kadıne samo, če je ena od kadın umrla ali se ločila. Na prosto mesto je napredovala najvišja ikbal. Po sultanovi smrti so njegove kadın, ki niso imele otrok ali so rodile mtrve otroke, poročili z državniki. Ostale so preselili v Staro palačo..